# Gokukoku no Brynhildr
Gokukoku no Brynhildr (極黒のブリュンヒルデ Gokukoku no Buryunhirude?), oficialmente traducido en inglés como Brynhildr in the Darkness ("Brynhildr en la Oscuridad"), es un manga de ciencia ficción escrito e ilustrado por Lynn Okamoto (autor de Elfen Lied, su obra más conocida). Comenzó a publicarse el 26 de enero de 2012 por la editorial Shueisha en la revista semanal de manga seinen, Weekly Young Jump. La historia también cuenta con una adaptación anime por parte del estudio Arms, la que comenzó a transmitirse el 6 de abril de 2014.

## Argumento
Cuando Ryōta Murakami era un niño, le gustaba una niña de su edad que él llamaba Kuroneko, la cual era también una amiga muy cercana. Ella aseguraba que los extraterrestres existían y que incluso se reunió con ellos, pero nadie le creyó, ni siquiera su amigo Murakami, quien se mostraba escéptico. Entonces, Kuroneko decidió mostrarle a los extraterrestres, pero en el camino ambos sufrieron un accidente en donde la niña pierde su vida y Murakami logra sobrevivir.
Pasan los años y Murakami se obsesiona en la búsqueda de pruebas de la existencia de los extraterrestres debido a una promesa que había hecho con Kuroneko, para lo cual se convierte en un integrante permanente del club de astronomía de su escuela. Un día, Murakami se llevó una impactante sorpresa cuando una chica llamada Neko Kuroha aparece en su clase como una nueva estudiante de transferencia, sin embargo, ella es físicamente muy parecida a su amiga de la infancia Kuroneko. Más tarde se revela que Kuroha es una "hechicera" que había escapado de un misterioso laboratorio junto con otras "hechiceras".

## Personajes
Ryōta Murakami (村上 良太 Murakami Ryōta?)
Seiyū: Ryota Osaka 
Es el protagonista de esta historia. Posee una gran capacidad intelectual y tiene memoria fotográfica. Quiere ser astrónomo y trabajar en la NASA debido a la promesa que le hizo en su infancia a su vieja amiga Kuroneko. Tras conocer a las "hechiceras", decide cuidar de ellas en el observatorio del club de astronomía que él lidera, a pesar de saber que quienes las persiguen tienen órdenes de matar a cualquiera que tenga contacto con ellas. Debido a esto, enfrentará en más de una ocasión situaciones al borde de la muerte con tal de mantenerse a salvo él y las otras chicas, además que hará su mayor esfuerzo porque ellas puedan vivir una vida lo más tranquila y normal posible.
Neko Kuroha (黒羽 寧子 Kuroha Neko?)
Seiyū: Risa Taneda 
Neko es otra personaje principal de esta serie. Es una "hechicera" de rango B con el poder o "magia" de destruir cualquier cosa (materia inorgánica), pero no puede usarlo contra seres vivos. Posee un enorme parecido con la supuestamente fallecida amiga de la infancia de Murakami, Kuroneko (クロネコ?), sin embargo, más tarde se revelaría que ambas son justamente la misma persona. Cuando Kuroha usa sus poderes, pierde parte de sus recuerdos, por lo que Murakami trata de que ella los use lo menos posible. Es una chica que siempre piensa en la seguridad de los demás y está dispuesta a sacrificarse con tal de que el resto pueda seguir con vida. Le encanta cantar a solas, ya que se sonroja con facilidad cuando alguien más la escucha.
Kana Tachibana (橘　佳奈 Tachibana Kana?)
Seiyū: Aya Suzaki
Otra "hechicera" de rango B con la capacidad de predecir el futuro de alguien que está a punto de morir, sin embargo, para poseer tal poder quedó completamente paralizada. Gracias a que puede mover un poco los dedos de su mano izquierda, logra comunicarse con el resto a través de un pequeño teclado, el cual le permite "hablar". Para alimentarse, tiene que licuar su comida, ya que no puede masticarla. A pesar de su parálisis, otra "hechicera" llamada Kazumi asegura que si quisiera podría moverse, lo que queda demostrado en capítulos más avanzados del manga en donde explica que sus poderes le causan parálisis, y al deshacerse de ellos podría moverse, pero decide mantenerlos para proteger a quien una vez la protegió a costa de su propia vida, Neko Kuroha. A menudo se expresa con groserías y aunque a veces se le ve muy poco amistosa con todos (excepto con Kuroha), constantemente anima a Murakami y al resto ante cada problema que surge. Su hermana mayor Hina, quien la estuvo buscando por diez años es asesinada por Makina en un ataque que era dirigido a Kana.
Kazumi Schlieren-Sauer (カズミ=シュリーレンツァウアー Kazumi Shurīrentsauā?)
Seiyū: M.A.O.
Kazumi es una "hechicera" tecnópata también de rango B con el poder de hackear lo que sea a través de internet gracias a que puede descifrar con facilidad cualquier llave de encriptación. Gracias a esta habilidad, pudo transferir a Kuroha a la misma escuela que Murakami, y más tarde, se transfirió ella misma a la misma escuela de ellos. Posee una personalidad extrovertida, y constantemente molesta a Murakami con ideas pervertidas. Se enoja cuando alguien compara el tamaño de su pecho o se burla de él. Tras el acto de confesar falsamente a Ryouta para evitar su muerte inminente informado por Mizuka, Kazumi demostró sus sentimientos por Ryouta después y desea tener un hijo con él como prueba viviente de su existencia. Está comprobado que el ranking de Kazumi no es indicativo de sus verdaderas habilidades, que supera al de un clasificado AAA. Al participar en el asalto genocida de Loki, Kazumi empuja sus límites para piratear y destruir la memoria genética de Loki dentro de la Edda y salvar a Ryouta; desafortunadamente, solo lo deja actuar por instinto, y Kazumi se derrite en el proceso. 
Kotori Takatori (鷹鳥 小鳥 Takatori Kotori?)
Seiyū: Azusa Tadokoro 
Es una "hechicera" de rango B con el poder de cambiar lugares con otra persona usando la teletransportación. Ninguna de las "hechiceras" que están bajo el cuidado de Murakami habían visto a Kotori antes. Tiene una personalidad infantil y tímida: cuando le preguntan algo se ruboriza con facilidad y tartamudea al hablar. Es buena cocinando y le encanta nadar. Ella es el principal objetivo del Instituto Vingulf, ya que al parecer es una persona que tiene un poder que podría destruir al mundo. Tiene dos habilidades ocultas: una es disipar magia con una entidad llamada Grane , y la segunda es "Ain Soph Aur", también conocida como "La luz que gobierna la vida", que solo se puede usar cuando se libera la conciencia dentro de su arnés. una luz que es capaz de fusionar las células de todos los seres vivos al mismo tiempo una vez que cubre completamente todo el planeta destruyendo toda la vida. Cuando se libera este poder, Kotori se suicida mediante la expulsión para salvar el mundo. Se revela que Kotori es uno de los muchos contenedores para extraterrestres prematuros. Un clon de Kotori se pone del lado del club de astronomía, y también muere protegiendo a Ryouta y experimenta un sentimiento nostálgico. 

## Contenido de la obra

### Manga
El manga de Gokukoku no Brynhildr fue publicado por primera vez el 26 de enero de 2012 por la editorial Shueisha en su revista semanal Weekly Young Jump. El primer volumen en formato tankōbon fue lanzado a la venta en Japón el 18 de mayo de 2012. Hasta el 18 de julio de 2014, se han publicado un total de 18 volúmenes.

### Anime
La adaptación al anime fue anunciado oficialmente en el primer número de la revista Weekly Young Jump del año 2014, la cual estuvo a cargo del estudio Arms. Más tarde, se revelaría que debutaría el 6 de abril de 2014 siendo transmitida por la cadena televisiva japonesa Tokyo MX y más tarde en ytv, CTV, BS11 y AT-X. La serie estuvo dirigida por Kenichi Imaizumi (Katekyo Hitman Reborn!), mientras que el guion principal estuvo a cargo de Yukinori Kitajima. El jefe de animación y diseño de personajes fue Hiroaki Kurasu, mientras que Nao Tokisawa fue el responsable de la banda sonora.